# 高田町 (名古屋市)
高田町（たかたちょう）は、愛知県名古屋市瑞穂区の地名。現行行政地名は高田町1丁目から高田町6丁目。住居表示未実施。

## 地理
名古屋市瑞穂区中央部に位置する。東は瑞穂通、南は北原町、北は駒場町・中山町に接する。

## 歴史
瑞穂台地上に位置し、高田古墳を始め周辺には多くの古墳が築造されていたことが知られる。古墳の大半が近世以降の開発により失われたが、高田5号古墳（五中山古墳）という円墳が名古屋市立瑞穂ヶ丘中学校校内に残っている。

### 町名の由来
江戸期の愛知郡高田村の名による。かつて真宗高田派の寺院である如来寺があったことに由来するとされるが、地形に由来するとも言う。
「高田」という地名は平安末期までには成立していたらしく、『吾妻鏡』1190年（建久元年）6月29日条に「尾張国住人重家（高田四郎重家）」なる人物の記録がある。
鎌倉期には「南高田郷」と「北高田郷」に分かれていたことが知られ、1316年（正和5年）付の『熱田社領別納等注進状』に「南高田郷 愛智郡...北高田郷 愛智 五町九段大」とあり、熱田神宮領となっていた。
江戸期の高田村は、現在の高田町の町域から北は洲雲町のあたり南は春敲町のあたりまで広がっていた。高田村の枝郷として「中山」（中山町）があり、「高田新田」とも呼ばれ養林寺領であった。江戸初頭までキリスト教徒が在住していたらしく、『尾張徇行記』に「往古村々ニ切支丹類族住居セリ」とある。高田村及び高田新田は、1876年（明治9年）に合併に伴い愛知郡瑞穂村の一部となった。

### 行政区画の変遷
- 1934年（昭和9年）7月20日 - 南区瑞穂町の一部により、同区高田町として成立[1]。
- 1937年（昭和12年）10月1日 - 昭和区編入に伴い、同区高田町となる[1]。
- 1944年（昭和19年）2月11日 - 瑞穂区編入に伴い、同区高田町となる[1]。
- 1950年（昭和25年）7月15日 - 瑞穂町の一部を編入する[1]。
- 1951年（昭和26年） - 愛知県立大学および愛知県立女子短期大学が当地に移転。
- 1998年（平成10年） - 愛知県立大学が愛知郡長久手町に移転。同時に県立女子短大は廃止。

## 世帯数と人口
2019年（平成31年）3月1日現在の世帯数と人口は以下の通りである。
| 町丁   | 世帯数  | 人口    |
| ------ | ------- | ------- |
| 高田町 | 533世帯 | 1,108人 |

### 人口の変遷
国勢調査による人口の推移
| 2000年（平成12年） | 1,066人 | [ WEB 6 ] |  |
| 2005年（平成17年） | 1,126人 | [ WEB 7 ] |  |
| 2010年（平成22年） | 1,143人 | [ WEB 8 ] |  |
| 2015年（平成27年） | 1,162人 | [ WEB 9 ] |  |

## 学区
市立小・中学校に通う場合、学校等は以下の通りとなる。また、公立高等学校に通う場合の学区は以下の通りとなる。
| 番・番地等 | 小学校               | 中学校               | 高等学校 |
| ---------- | -------------------- | -------------------- | -------- |
| 全域       | 名古屋市立汐路小学校 | 名古屋市立汐路中学校 | 尾張学区 |

## 交通
- 南北に郡道と通称される道路が縦断する[2]。

## 施設
- 尾張学園名古屋大谷高等学校[2]
- 名古屋経済大学高蔵中学校・高等学校
- 名古屋市立瑞穂ヶ丘中学校[2]
- 高田郵便局[2]
- みずほヶ丘幼稚園
- 愛知県営中山住宅

- 名古屋大谷高等学校
- 名古屋市立瑞穂ヶ丘中学校
- みずほヶ丘幼稚園

## 史跡
- 高田古墳（五中山古墳、滅失）[2]
- 瑞穂ヶ丘中学校古墳[2]

## その他

### 日本郵便
- 郵便番号 : 467-0808[WEB 3]（集配局：瑞穂郵便局[WEB 12]）。

### WEB
1. 1 2  “愛知県名古屋市瑞穂区の町丁・字一覧”.   人口統計ラボ. 2017年10月7日閲覧。
2. 1 2  “町・丁目(大字)別、年齢(10歳階級)別公簿人口(全市・区別)”.   名古屋市 (2019年3月20日). 2019年3月21日閲覧。
3. 1 2  “郵便番号”.  日本郵便. 2019年3月17日閲覧。
4. ↑  “市外局番の一覧”.   総務省. 2019年1月6日閲覧。
5. ↑  名古屋市役所市民経済局地域振興部住民課町名表示係 (2015年10月21日). “瑞穂区の町名一覧”.   名古屋市. 2017年10月7日閲覧。
6. ↑  名古屋市役所総務局企画部統計課統計係 (2005年7月1日). “（刊行物）名古屋の町(大字)・丁目別人口 (平成12年国勢調査) 瑞穂区” (XLS). 2017年10月8日閲覧。
7. ↑  名古屋市役所総務局企画部統計課統計係 (2007年6月29日). “平成17年国勢調査　名古屋の町(大字)別・年齢別人口 瑞穂区” (XLS). 2017年10月8日閲覧。
8. ↑  名古屋市役所総務局企画部統計課統計係 (2012年6月29日). “平成22年国勢調査　名古屋の町(大字)別・年齢別人口 瑞穂区” (XLS). 2017年10月8日閲覧。
9. ↑  名古屋市役所総務局企画部統計課統計係 (2017年7月7日). “平成27年国勢調査　名古屋の町(大字)別・年齢別人口” (XLS). 2017年10月8日閲覧。
10. ↑  “市立小・中学校の通学区域一覧”.   名古屋市 (2018年11月10日). 2019年1月14日閲覧。
11. ↑  “平成29年度以降の愛知県公立高等学校（全日制課程）入学者選抜における通学区域並びに群及びグループ分け案について”.   愛知県教育委員会 (2015年2月16日). 2019年1月14日閲覧。
12. ↑  郵便番号簿 平成29年度版 - 日本郵便. 2019年03月21日閲覧 (PDF)

### 書籍
1. 1 2 3 4 5  名古屋市計画局 1992, p. 806.
2. 1 2 3 4 5 6 7 8  「角川日本地名大辞典」編纂委員会 1989, p. 1519.

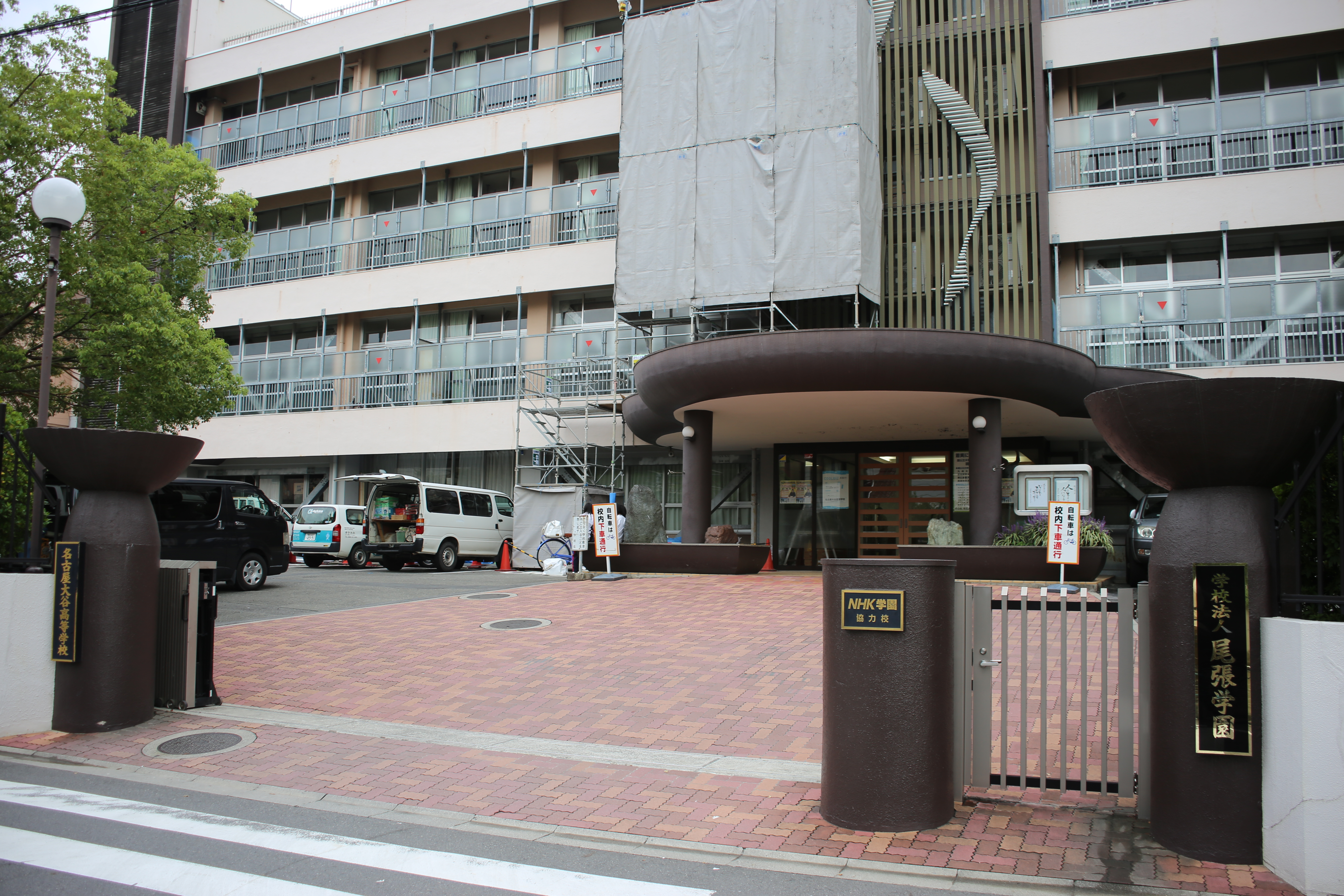
名古屋大谷高等学校
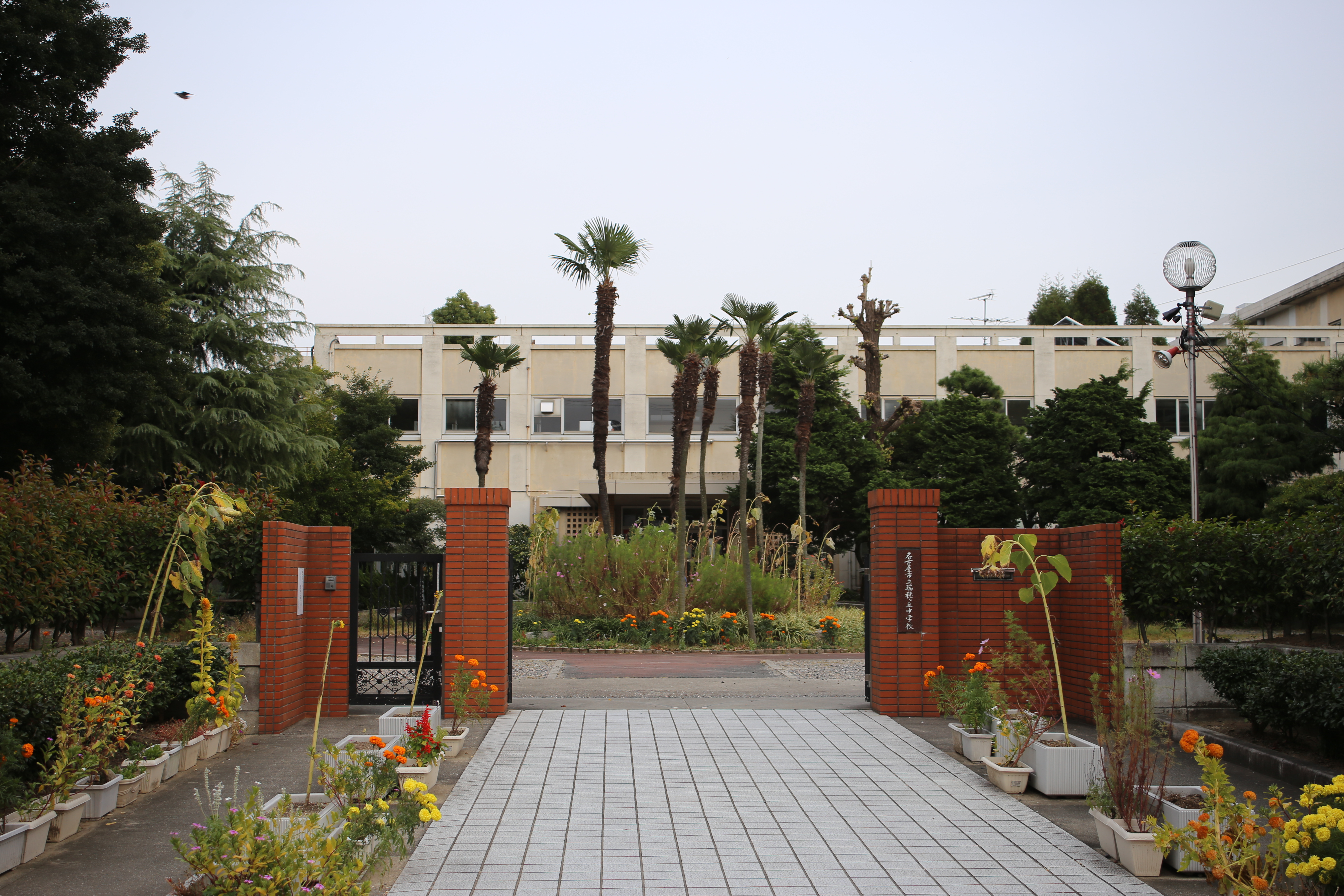
名古屋市立瑞穂ヶ丘中学校
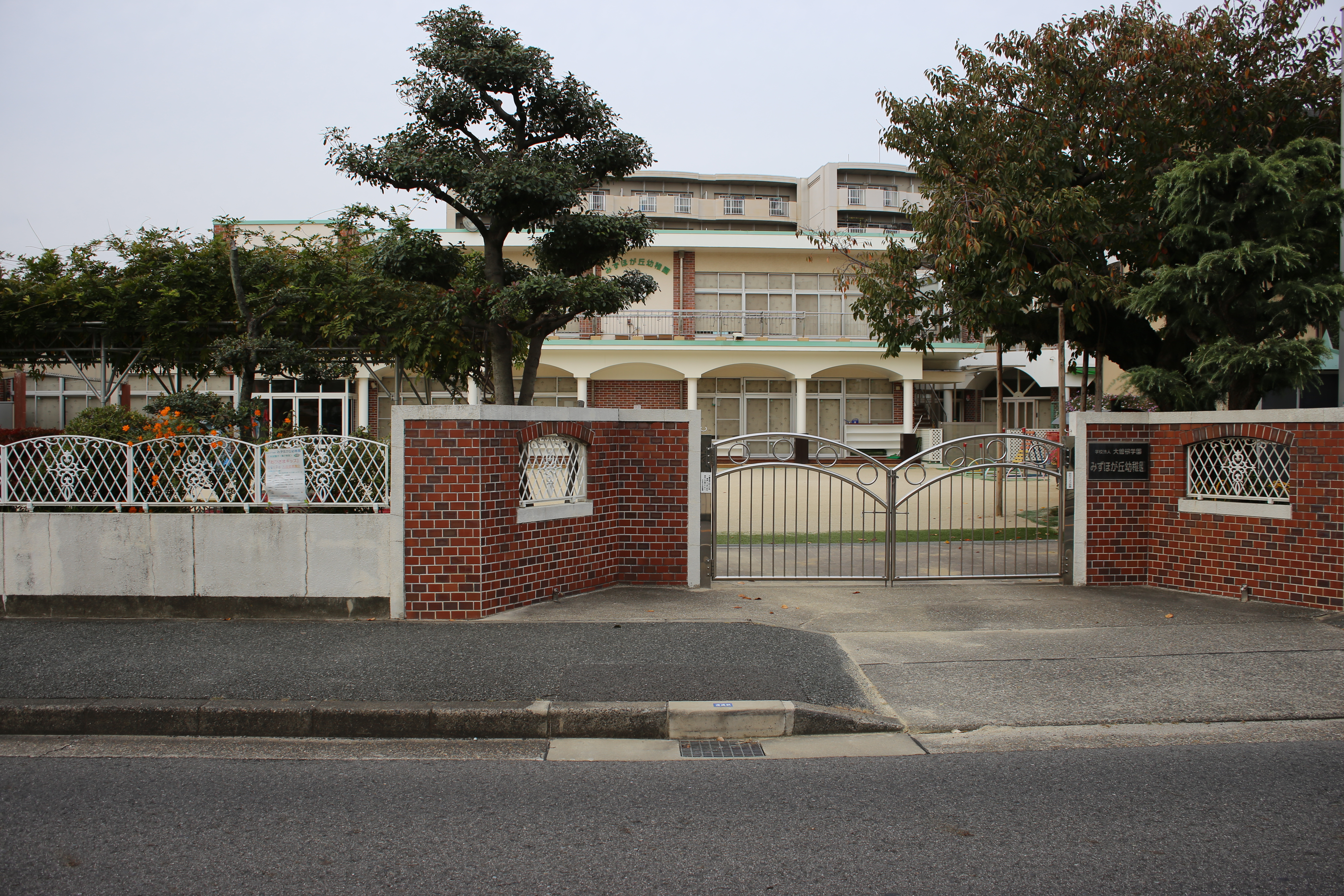
みずほヶ丘幼稚園

3. 1 2  名古屋市計画局 1992, p. 390.
4. ↑  名古屋市計画局 1992, p. 391.